# Nick Wirth
Nick Wirth est un ingénieur aérodynamicien britannique né le 26 mars 1966. Il est connu pour avoir fondé l'écurie de Formule 1 Simtek.

## Biographie
Nick Wirth est ingénieur de formation. Il étudie au Royal Institute of Mechanical Engineers dont il ressort plus jeune diplômé de l'institut à l'âge de 21 ans. 
Il débute chez Leyton House Racing en 1988 ou il devient aérodynamicien dans la soufflerie de l'écurie. En 1989, il devient chef du projet « suspension active » chez Leyton House. 
Toujours en 1989, il fonde Simtek Research (Simulation Technology) avec Max Mosley. Ce cabinet d'ingénierie travailla notamment sur un prototype de Formule 1 destiné à BMW, mais le projet est avorté et la voiture, baptisée S921, est vendue en 1992 à l'écurie Andrea Moda Formula.
En 1991, il est licencié de chez March quand Joachim Luthi reprend l'écurie. 
En 1993, Simtek est chargé de concevoir la monoplace de la nouvelle écurie Bravo Grand Prix Team, mais le projet Bravo n'ira pas jusqu'au bout. Nick Wirth prend donc la décision de créer sa propre équipe en 1993 afin de faire courir la S941 avec la complicité de Max Mosley qui lui facilite l'entrée en F1, sous l'aile de Jack Brabham.
L'écurie ne survivra que deux ans, connaissant notamment une première saison très compliquée. À court de liquidités, l'écurie parvient tout de même à finir la première saison en s'offrant le luxe de faire mieux que l'autre nouvelle équipe engagée, Pacific Grand Prix, pourtant mieux préparé grâce à une solide expérience en compétition. 
Mais cette première saison est surtout marquée par deux accidents graves, avec le décès de Roland Ratzenberger à Imola et le grave accident de son remplaçant Andrea Montermini à Barcelone. 
La seconde saison est écourtée et Simtek  disparaît en mai 1995. Lâchée par son principal sponsor, l'écurie est incapable de prendre le départ du Grand Prix de Monaco et est mise en liquidation. 
Flavio Briatore, le patron de Benetton qui l'avait aidé à l'intersaison en lui prêtant le pilote hollandais Jos Verstappen, ainsi que la boite de la Benetton B195, le recrute après la liquidation de Simtek. Mais Wirth arrive dans une équipe au sommet, qui va perdre son chef designer Rory Byrne et son pilote fétiche Michael Schumacher fin 1995, ainsi que son directeur technique Ross Brawn fin 1996. Avec Pat Symonds, Wirth ne pourra endiguer la chute de l'équipe. En 1999, il finit par être renvoyé. La Benetton B199 qu'il avait dessiné était peu performante, et trop lourde avec le système de freinage FTT. 
Nick Wirth est recontacté par Max Mosley en 2006 afin d'étudier les modifications proposées pour la saison 2006.

## Virgin Racing
Nick Wirth et John Booth décident de s'engager en F1 pour la saison 2010. Avec Manor Racing, ils sont choisis pour faire partie des douze équipes qui concourront en 2010. Wirth sera le directeur technique de l'équipe britannique, qui devient rapidement Virgin Racing après l'entrée en lice de son nouveau sponsor principal Virgin Group.